# Сары-Ой (Иссык-Кульская область)
Сары-Ой (кирг. Сары-Ой, до 1990-х — Курское) — село в Иссык-Кульском районе Иссык-Кульской области Кыргызстана. Входит в состав Чон-Сары-Ойского аильного округа. Код СОАТЕ — 41702 215 855 04 0.

## Население
По данным переписи 2009 года, в селе проживало 945 человек.

## Известные уроженцы
- Сагымбай Орозбаков (1867—1930) — выдающийся манасчи, сказитель киргизского эпоса «Манас».